# Mallinella hoosi
Mallinella hoosi är en spindelart som först beskrevs av Kishida 1935.  Mallinella hoosi ingår i släktet Mallinella och familjen Zodariidae. Inga underarter finns listade i Catalogue of Life.